# Кременчуцький завод технічного вуглецю
Кременчуцький завод технічного вуглецю — кременчуцьке підприємство з виробництва технічного вуглецю (сажі), який використовується в шинній і гумотехнічній промисловості, а також в лакофарбному виробництві.

## Історія
Будівництво заводу почалось у лютому 1963 року. 12 березня 1965 року була випущена перша партія сажі .
У липні 1998 року система керування якістю була сертифікована нідерландською фірмою «TNO Certification». У 2001 році на підприємстві встановлена нову систему керування згідно з останніми стандартами.

## Виробництво
Станом на січень 2001 року потужність виробництва становила 60 тис. тонн технічного вуглецю на рік. Після введення в дію п'ятого технологічного потоку дало можливість збільшити потужність підприємства до 1000 тис. тонн на рік .
Завод виготовляє 14 маркувань технічного вуглецю, який експортується у 26 країн світу, серед яких Болгарія, Білорусь, Греція, Ватикан, Італія, Німеччина, Польща, Росія, Румунія, Сербія, Іспанія, Франція, Чехія, Швеція, Туреччина та Угорщина. Продукція підприємства використовується для виготовлення шин, у лакофарбовій промисловості, гумотехнічні вироби, металоїди  .